# Bayram Sönmez
Bayram Sönmez (2 de julio de 1990) es un deportista turco que compite en remo.
Ganó dos medallas de bronce en el Campeonato Mundial de Remo, en los años 2014 y 2018, y una medalla de plata en el Campeonato Europeo de Remo de 2022.

## Palmarés internacional
| Campeonato Mundial | Campeonato Mundial       | Campeonato Mundial | Campeonato Mundial      |
| Año                | Lugar                    | Medalla            | Prueba                  |
| ------------------ | ------------------------ | ------------------ | ----------------------- |
| 2014               | Ámsterdam (Países Bajos) | Medalla de bronce  | Ocho con timonel ligero |
| 2018               | Plovdiv (Bulgaria)       | Medalla de bronce  | Cuatro scull ligero     |
| Campeonato Europeo |                          |                    |                         |
| Año                | Lugar                    | Medalla            | Prueba                  |
| 2022               | Múnich (Alemania)        | Medalla de plata   | Dos sin timonel ligero  |